# Turbiditní proud

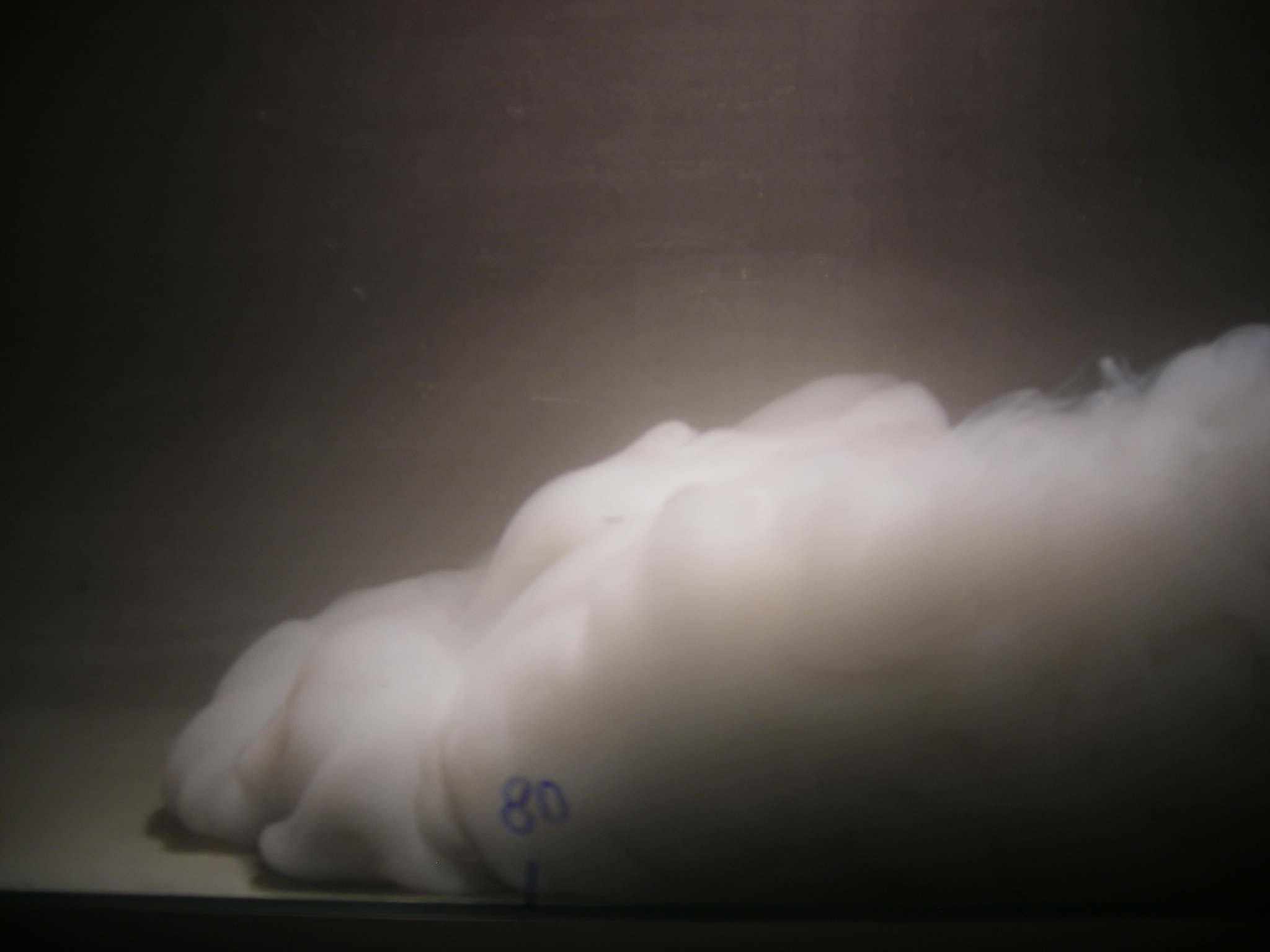
Pohled na laboratorně vytvořený turbiditní proud zvířených částic jílu a písku ve vodě

Turbiditní proud je druh svahového pochodu na pevninských svazích mořských pánví, vyskytují se tedy v subakvatickém prostředí (pod vodou). Dochází k nim, když se dají do pohybu nezpevněné sedimenty, přinesené sem především fluviální (říční) činností.
Jde o vodní proud se zvýšenou hustotou, který se pohybuje dolů svahem v důsledku větší hustoty, než má kapalina, která ho obklopuje. Termín se většinou používá k popisu proudů ve vodním prostředí, oceánech, jezerech, k podobným jevům však může docházet i v jiných typech prostředí (např. lavina).
Turbiditní proudy jsou obvykle spuštěny zemětřeseními nebo sesuvy. Dochází přitom k nasycení vody sedimentem a jejímu následnému gravitačnímu pohybu do nižší části sedimentační pánve. Rychle se pohybující proud cestou po svahu eroduje nezpevněný sediment a odnáší ho s sebou. Výsledkem sedimentace tohoto proudu jsou typicky zvrstvené horninové celky označované jako turbidity.
Turbiditní proudy jsou časté v oblastech se silnou seismickou aktivitou, na podmořských svazích, v blízkosti hlubokomořských příkopů, na aktivních okrajích kontinentů, případně u podmořských kaňonů na pasivních kontinentálních okrajích. K jejich spuštění není potřeba velký sklon svahu (stačí pouze 1-3 °) ale překročení meze soudržnosti sedimentu. Takový proces může iniciovat dosah spodní části bouřkového vlnění či pokles vodní hladiny a následná změna režimu sedimentace.
S narůstajícím sklonem svahu narůstá i síla a rychlost proudu, který tak může nést větší množství sedimentu. To má za následek zvýšení hustoty proudu. Některé turbiditní proudy mohou dosahovat rychlost do 500 km/h.

## Zaznamenané turbiditní proudy
8. listopadu 1929 bylo zaznamenáno zemětřesení u Grand Banks, nedaleko pobřeží Newfoundlandu, jehož následkem došlo k přerušení transatlantického telegrafního spojení. Spojení tvořilo několik paralelních kabelů, umístěných v různých částech kontinentálního svahu. 12 kabelů se postupně přetrhlo na 28 místech, přičemž se podařilo zaznamenat přesné časy i místa jejich přetržení. Následný výzkum potvrdil, že zemětřesení spustilo turbiditní proud pohybující se rychlostí asi 100 kilometrů v hodině, jenž prošel po 600 km dlouhém kontinentálním svahu a přetrhal kabely, které mu stály v cestě.